# كيم ويتلي
كيم ويتلي (بالإنجليزية: Kym Whitley)‏ هي ممثلة أمريكية، ولدت في 7 يونيو 1961 بشاكير هايتس في الولايات المتحدة.

## أعمال

### أفلام
- (2005) الصالون
- (2017) اشتباك بالأيدي[5]

### مسلسلات
- شابة وجائعة

## وصلات خارجية
- كيم ويتلي على موقع IMDb (الإنجليزية)
- كيم ويتلي على موقع إن إن دي بي (الإنجليزية)
- كيم ويتلي على موقع قاعدة بيانات الفيلم (الإنجليزية)